# Ridaura
El Ridaura és un riu del Baix Empordà. És el segon riu més important de la comarca, per darrere del Ter i és l'eix de la Vall d'Aro. Neix al massís de l'Ardenya, al terme de Santa Cristina d'Aro i desemboca a Platja d'Aro. Durant el seu curs hi ha diversos molins, coneguts a Llagostera com els molins del Ridaura.
La conca del riu Ridaura té uns 74 km² i se situa entre les comarques del Baix Empordà i del Gironès. El riu neix al municipi de Santa Cristina d'Aro, just a sota el Puig de Sant Baldiri, en ple Massís de l'Ardenya, per passar de seguida el municipi de Llagostera seguint la direcció nord, nord-oest. Més tard gira bruscament cap a l'est entre els massissos de les Gavarres i l'Ardenya, entrant al municipi de Santa Cristina d'Aro un altre cop. Recorre tota la vall d'Aro en direcció est, passant al municipi de Castell d'Aro, Platja d'Aro i s'Agaró, desembocant al Pla del Pinell, al sud de Platja d'Aro.
Segons Servicio Geológico de la Dirección General de Obras Hidráulicas (1983), en el tram baix del riu Ridaura hi ha un aqüífer d'uns 9 km² de superfície i d'uns 35 m de gruix màxim. L'aqüífer està dividit en dos embassaments: el de Santa Cristina d'Aro, (des del cap de vall fins a la població, és més petit, amb més facilitat d'assolir la cota màxima d'emplenat i amb una extracció menor) i el de Castell d'Aro (des de Santa Cristina al mar, és més gran, més dificultós d'assolir la cota màxima d'emplenat i amb una extracció total major).